# 圣若翰广场
圣若翰广场（Place Saint-Jean）是一个古老的人行广场，位于法国里昂第五区（里昂老城）。它位于罗马天主教里昂圣若翰洗者主教座堂的前面。
这个广场所在区域已列入联合国教科文组织的世界遗产名录。
圣若翰广场靠近里昂地铁D线的里昂老城 –圣若翰主教座堂地铁站。